# Meandrina meandrites
Meandrina meandrites es una especie de coral, de la familia Meandrinidae, orden Scleractinia.  
Es un coral hermatípico, por lo que contribuye a la construcción de arrecifes.

## Morfología
Las colonias son submasivas y meandroides, pueden ser planas, formando placas gruesas, hemisféricas y, ocasionalmente columnares, pero raramente con simetría bilateral. Los valles son radiales desde el punto original de crecimiento, y divididos en intervalos regulares, manteniendo un ancho continuo. Los septos de los valles adyacentes suelen disponerse en zig-zag, son exsertos y arqueados. Los márgenes septales verticales tienen granulación lateral. Los elementos radiales pueden ser iguales o desiguales. 
Hay colonias con forma de vida libre, o sea, no adheridas al sustrato; con el esqueleto en forma cónica y pocos valles. Estas características corresponden con la especie Meandrina braziliensis, cuya diferenciación de la especie Meandrina meandrites es dudosa para más de un experto.
El color del tejido del pólipo puede ser gris, marrón claro o amarillento. 

## Hábitat y distribución
Su distribución geográfica comprende el Atlántico occidental tropical, desde el sur de Florida, golfo de México, el Caribe y Brasil. Es común en su rango e incluso moderadamente abundante.
Habita en casi todos los entornos del arrecife. Encontrándose desde aguas someras hasta los 80 m de profundidad, aunque es más común entre los 8 y los 30 m.

## Alimentación
Los pólipos contienen algas simbióticas llamadas zooxantelas. Las algas realizan la fotosíntesis produciendo oxígeno y azúcares, que son aprovechados por los pólipos, y se alimentan de los catabolitos del coral, especialmente fósforo y nitrógeno. Esto les proporciona del 70 al 95% de sus necesidades alimenticias. El resto lo obtienen atrapando plancton y materia orgánica disuelta en el agua.

## Reproducción
Las colonias producen esperma o huevos, que se fertilizan en el agua. Las larvas deambulan por la columna de agua hasta que se posan y fijan en el lecho marino. Una vez allí, se convierten en pólipos y comienzan a secretar carbonato cálcico para construir su esqueleto, o coralito. Posteriormente, se reproducen asexualmente por gemación, dando origen a la colonia.